# Raphia
Raphia é um género botânico, pertencente à família das Arecáceas (palmeiras), cujas correspondentes espécies são comummente conhecidas como palmeira-bordão.
A fibra que lhe é extraída recebe o nome de ráfia. Algumas espécies desse género são Raphia Taedigera e Raphia farinifera.

## Usos
Historicamente, nos séc. XVI e XVII, com a fibra das palmeiras-bordão, fazia-se o libongo, que era uma espécie de pano que servia de moeda de troca, muito usado na África Central, nos territórios que viriam a dar origem às nações modernas de Angola, Congo e Gabão. 

## Raphia Taedigera

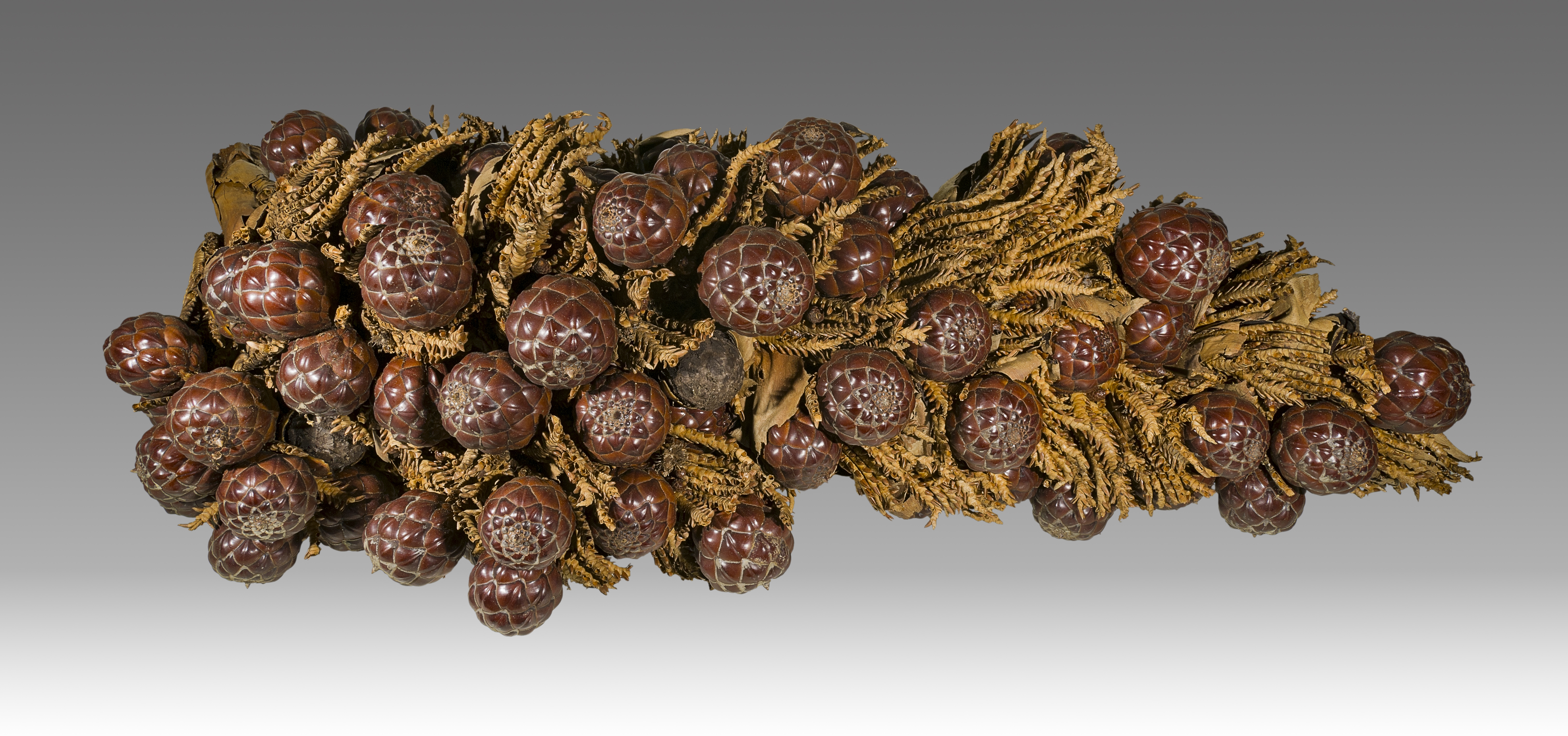
Frutos de Raphia farinifera

Uma das espécies é a Raphia taedigera (Mart.) que é nativa da América do Sul e que produz um fruto conhecido por "brazilia pods", "uxi nuts" ou "uxi pods".

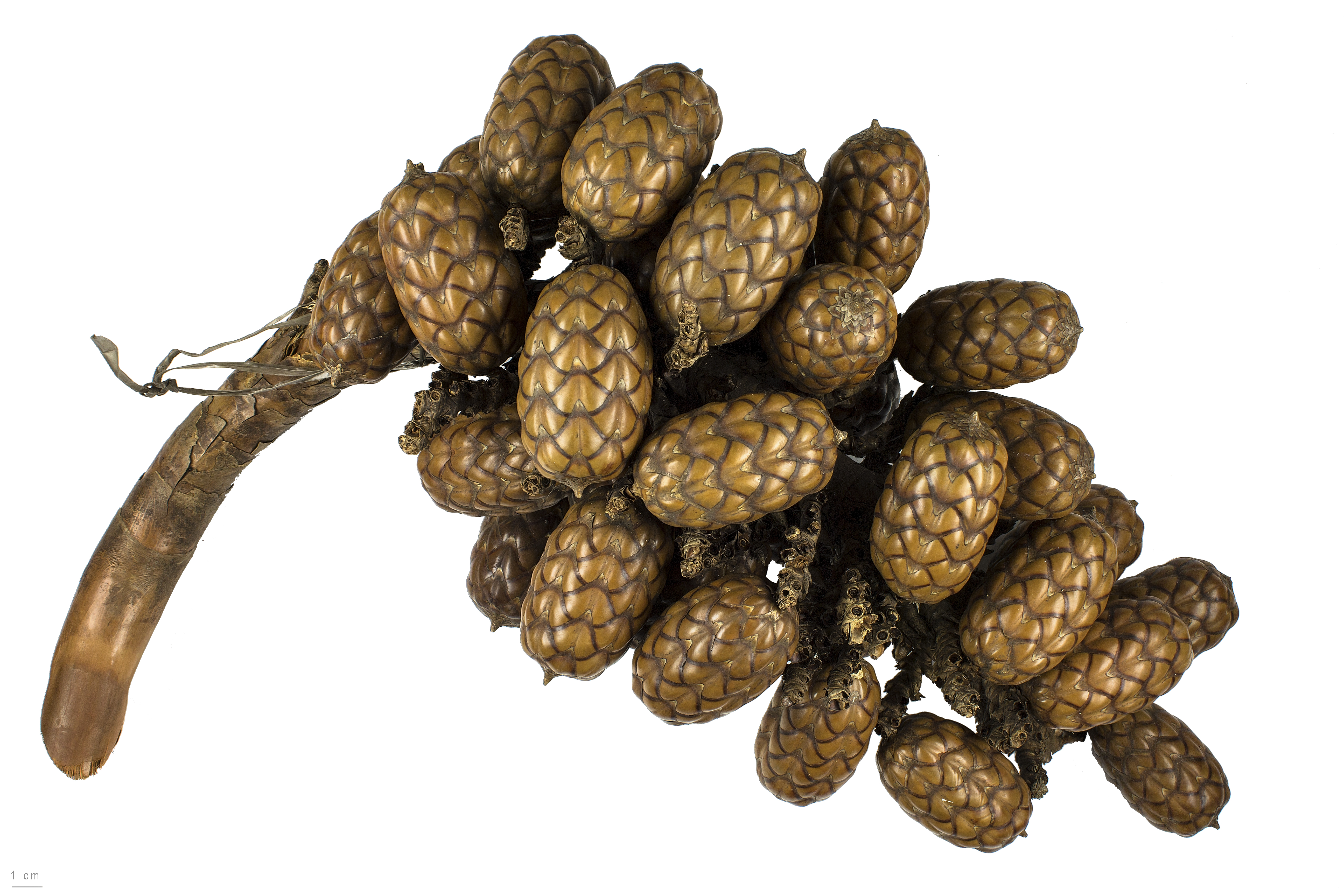
Frutos de Raphia taedigera